# Мртав човек
Мртав човек (енгл. Dead Man) је амерички филм из 1995. године. Сценариста и редитељ филма је Џим Џармуш, а главне улоге тумаче Џони Деп, Гари Фармер и Криспин Главер.

## Радња
Прича о Вилијему Блејку (Џони Деп), наивном младићу који се упућује на Дивљи запад, где га чека обећани посао књиговође у локалној челичани. Власник челичане Дикинсон (Роберт Мичам) му саопштава да је место попуњено и Блејк, потрошивши сав новац на пут, уточиште проналази код бивше проститутке Тел (Мили Авитал), али ту ноћ ће се наћи на погрешном месту у погрешно време. Биће осумњичен за убиство проститутке и њеног младића и биће издата потерница за њим. Блејк бежи у дивљину, где га проналази Индијанац Нико (Гари Фармер)...

## Улоге
| Глумац         | Улога          |
| -------------- | -------------- |
| Џони Деп       | Вилијем Блејк  |
| Гари Фармер    | Нико           |
| Криспин Главер | Треин Фајермен |
| Ленс Хенриксен | Кол Вилсон     |
| Мајкл Винкот   | Конвеј Твил    |
| Јуџин Берд     | Џони Пикет     |
| Џон Херт       | Џон Сколфилд   |
| Роберт Мичам   | Џон Дикинсон   |
| Иги Поп        | Салватор Џенко |
| Габријел Берн  | Чарли Дикинсон |
| Мили Авитал    | Тел Расел      |